# Leopoldschlag
Leopoldschlag je městys v Horním Rakousku v okrese Freistadt v Mühlviertelu. Je zde rozvodí mezi Labem a Dunajem. Obec hraničí na severu s Českou republikou; je zde hraniční přechod Wullowitz – Dolní Dvořiště.

## Katastrální území
- Hiltschen
- Leopoldschlag

## Místní části
- Dorf Leopoldschlag
- Edlbruck
- Eisenhut
- Hammern, včetně Geierhammer a Rößlhammer
- Hiltschen
- Leitmannsdorf
- Mardetschlag
- Markt Leopoldschlag
- Pramhöf
- Stiegersdorf
- Wullowitz

## Historie
První písemná zmínka o sídle pochází z roku 1356, kde je uvedeno jako Marchtt Leopoltzlag. Na počátku 15. století (1415–1434) vpadli do oblasti husité a zpustošili ji. Kostel v Leopoldchlagu byl postaven v roce 1526. V roce 1593 byl Leopoldchlagu udělen erb s potvrzením tržního práva. Z tohoto období může pocházet i pranýř na náměstí. V roce 1732 město postavilo tržní kašnu a kolem roku 1750 svatojánský sloup na náměstí. Během napoleonských válek bylo místo několikrát obsazeno. Od středověku do 19. století bylo v Malši hodně vody,a tak se dřevo odváželo na sever směrem na České Budějovice a Prahu. Pošta byla zřízena v roce 1867 a existovala až do roku 2003. V roce 1876 byla založena Gendarmerie Post Leopoldschlag, která byla v roce 2005 přeměněna na pohraniční policejní stanici. V letech 1983 a 1984 byl na Hiltschnerbergu postaven kostel Panny Marie Sněžné (německy Maria Schnee), protože poutní kostel Panny Marie Sněžné u Rychnova nad Malší nebyl kvůli železné oponě přístupný. V roce 1986 přišel do Leopoldschlagu první stálý lékař.

## Doprava
Obcí prochází evropská silnice E55 (rakouská silnice B310); je zde silniční hraniční přechod Wullowitz – Dolní Dvořiště.

## Osobnosti
- Leopold Kemeter (1808–1873), v 60. letech 19. století poslanec Říšské rady.

## Turismus
- U osady Hamern je turistický hraniční přechod Hamern–Cetviny.

## Galerie

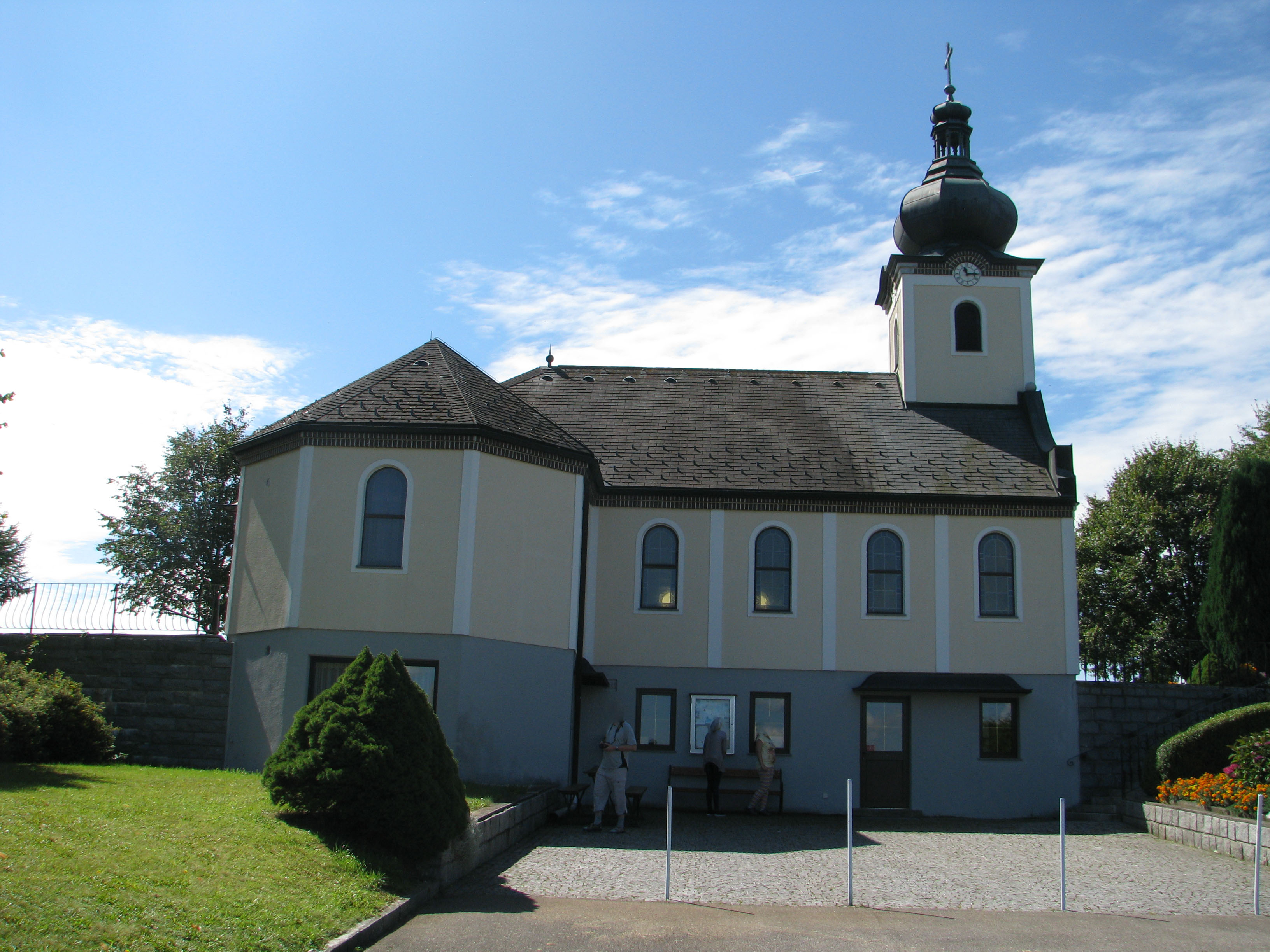
Kostel Maria Schnee na Hiltchnergergu
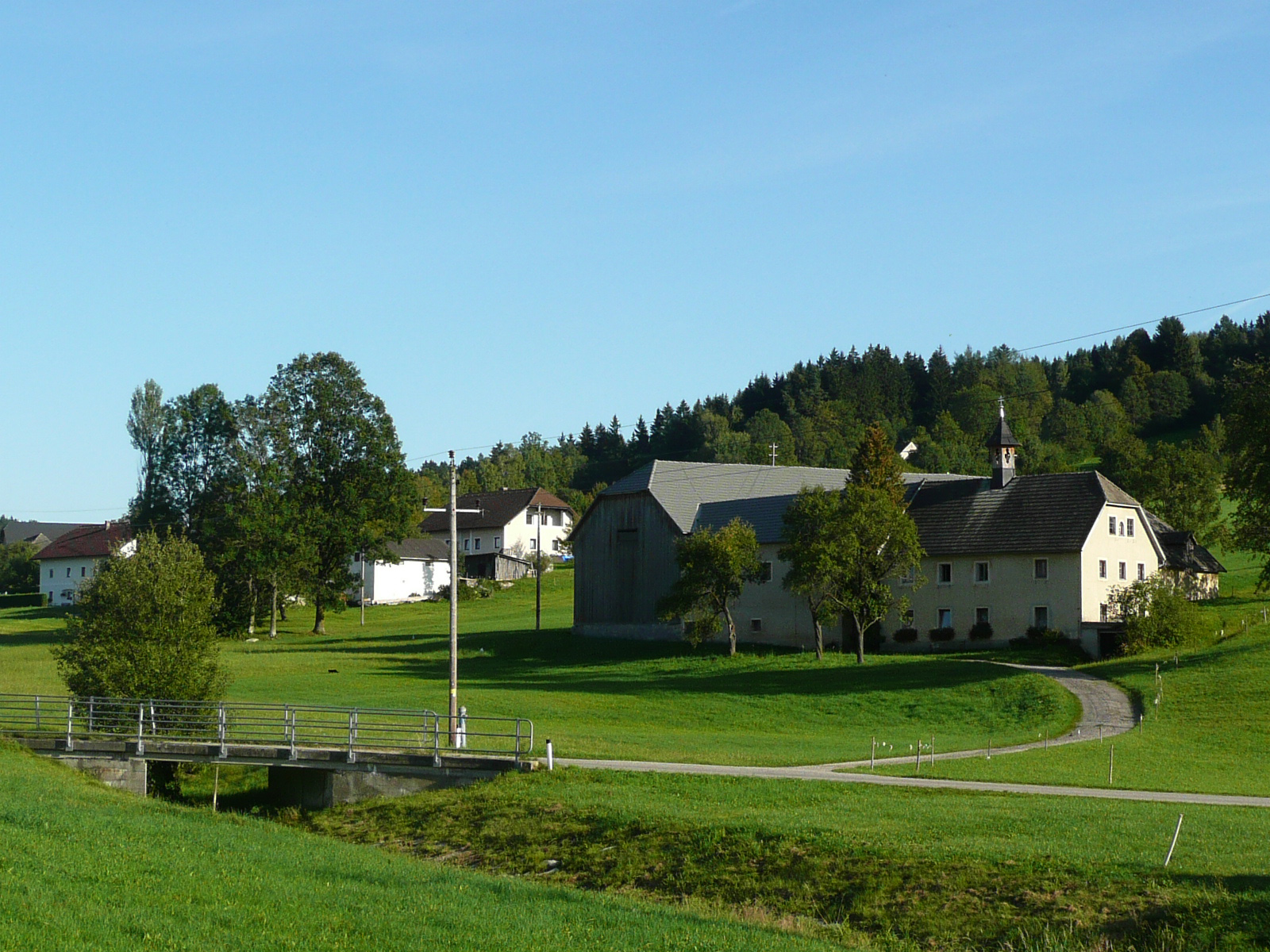
Mardetschlag
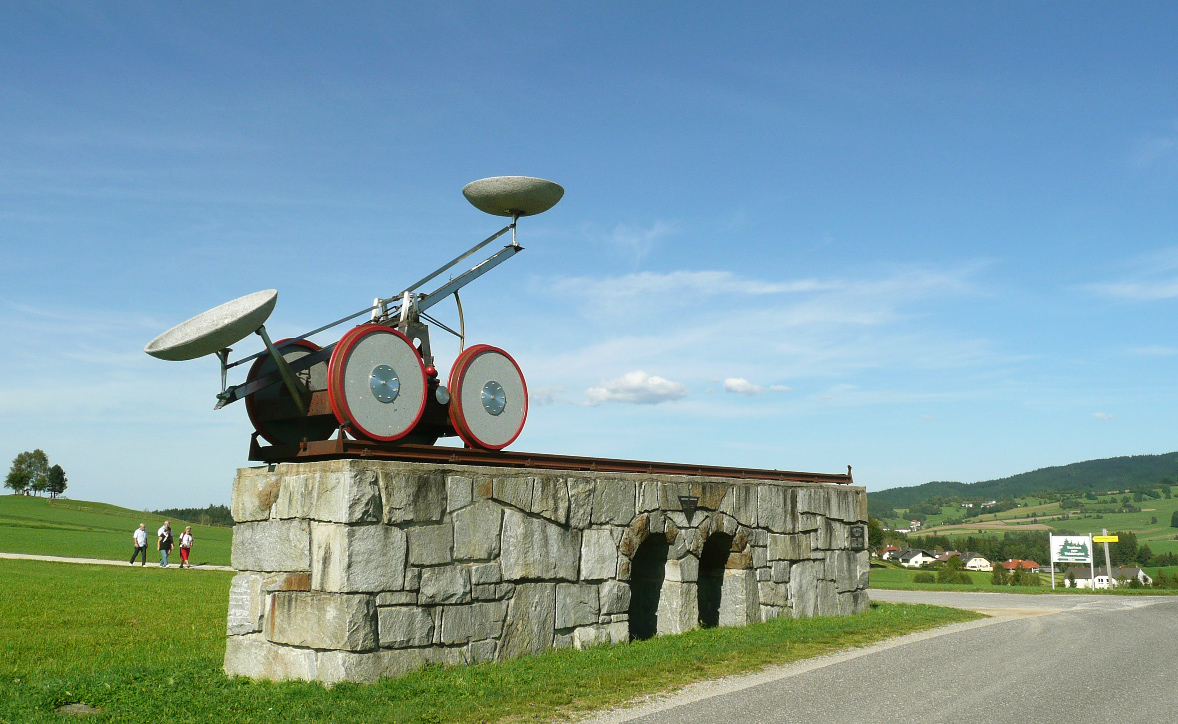
Pomník na evropském rozvodí
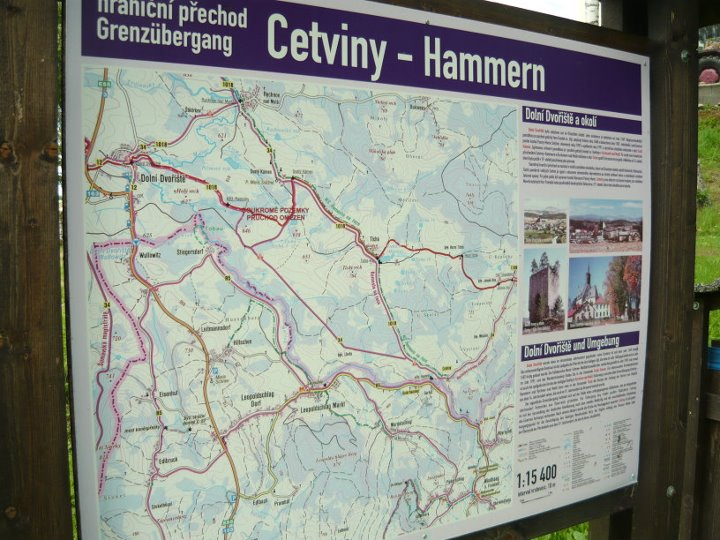
Turistický hraniční přechod Hamern–Cetviny